# Railpro
Voestalpine Railpro BV (Railpro) is een spoorwegleverancier en logistiek dienstverlener. Railpro ontstond in 1995 als geprivatiseerd onderdeel van de Nederlandse Spoorwegen en is sinds 2002 onderdeel van het Voestalpine concern. Tot de producten en diensten behoren tot 360 meter langgelaste spoorstaven, Just in time materiaallevering en integraal ketenbeheer.
Vanwege de sterk lijkende naam wordt vaak gedacht dat dit bedrijf direct gerelateerd is aan ProRail, wat niet het geval is.

## Geschiedenis
De oorsprong van Railpro ligt in 1908 met de vestiging van een houtbereidingsinrichting. In 1937 is het gaan dienen als stapelplaats. In 1995 worden de Nederlandse Spoorwegen opgesplitst en delen geprivatiseerd. Hierbij ontstaat in 1996 het bedrijf Railpro dat zich op terrein Crailoo in Hilversum vestigt. In 2002 gaat dit over in Voestalpine Railpro. Het bedrijf wordt voor 70% onderdeel van het Oostenrijkse voestalpine Metal Engineering (een volledige dochter van voestalpine AG). De overige 30% is in gelijke delen in handen van Koninklijke BAM Groep NV, VolkerRail BV en Strukton Groep NV.
In samenwerking met Spanbeton heeft voestalpine Railpro de langste Zware Overweg Op Maat (ZOOM) vervaardigd. Deze overweg van 36 meter lang en 113 ton is geplaatst in Zoeterwoude-Rijndijk.